# Ethel Caterham
Ethel May Caterham (nascida Collins; Shipton Bellinger, 21 de agosto de 1909) é uma supercentenária britânica que é a pessoa viva mais velha do mundo e a última súdita sobrevivente do rei Eduardo VII. Ela também é a europeia viva mais velha desde a morte de Maria Branyas Morera em 19 de agosto de 2024, e a britânica mais velha de todos os tempos.

## Vida pessoal
Ethel May Caterham nasceu em Shipton Bellinger, Hampshire, em 21 de agosto de 1909 como a segunda mais nova de oito filhos, e foi criada em Tidworth. Sua irmã, Gladys Babilas (1897–2002), viveu até os 104 anos. Em 1927, aos 18 anos, ela fez uma viagem à Índia Britânica e trabalhou como au pair para uma família militar até os 21 anos. Em 1931, após retornar à Inglaterra, ela conheceu seu futuro marido Norman Caterham (1905–1976) em um jantar. Eles mais tarde se casaram na Catedral de Salisbury, onde Norman havia sido menino de coro. Mais tarde, ele se tornou tenente-coronel no Royal Army Pay Corps, e o casal viveu em Harnham antes de serem enviados à Hong Kong e Gibraltar. Enquanto estava em Hong Kong, Ethel montou uma creche para ensinar inglês, artesanato e jogos, e em Gibraltar, o casal teve duas filhas que criaram na Inglaterra. Norman morreu em 1976.
Caterham dirigiu até os 97 anos e gostava de jogar bridge contratado em seus anos de centenário. Suas duas filhas já faleceram; ela morou em uma extensão da casa de sua segunda filha, Anne, até morrer de câncer em fevereiro de 2020, aos 82 anos. Depois, Caterham mudou-se para uma casa de repouso em Ash Vale, Surrey, e mais tarde para uma em Lightwater.

## Saúde e longevidade

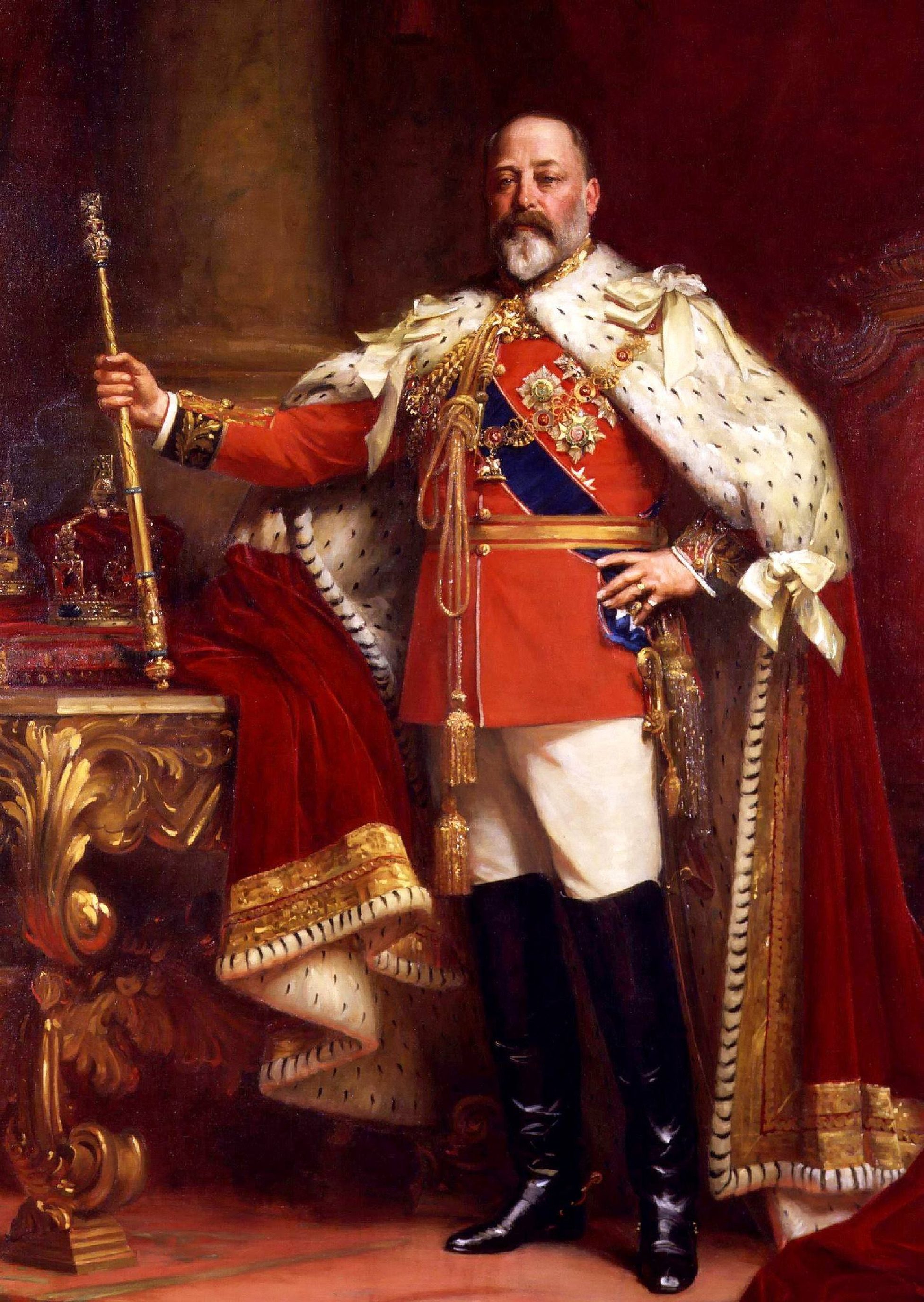
Ethel é a última súdita ainda viva do rei Eduardo VII do Reino Unido.

Caterham sobreviveu à COVID-19 em 2020, aos 111 anos. Em seu 111º aniversário, em agosto de 2020, ela foi visitada pelo prefeito de Surrey Heath, pois ela era a residente viva mais velha de Surrey desde janeiro de 2019. Pouco antes de seu 111º aniversário, ela e sua neta foram entrevistadas pela BBC Radio Surrey, onde ela disse que o segredo de sua longevidade era "levar tudo na esportiva, os altos e baixos".
Em 22 de janeiro de 2022, após a morte de Mary "Mollie" Walker MBE, Caterham se tornou a pessoa viva mais velha do Reino Unido. Em 7 de outubro do mesmo ano, após a morte de Rose Eaton, Caterham se tornou a última súdita britânica sobrevivente nascida durante o reinado de Eduardo VII.  Ao completar 115 anos em agosto de 2024, ela se tornou a terceira pessoa britânica a atingir essa idade, e a primeira desde Annie Jennings, mais de duas décadas antes, em 1999.
Ela é atualmente a pessoa viva mais velha do mundo, bem como a última pessoa viva nascida na década de 1900.